# Jacek Gorczyca (biolog)
Jacek Gorczyca (ur. 7 czerwca 1959 w Sosnowcu, zm. 2 marca 2023) – polski zoolog, entomolog, profesor nauk biologicznych, nauczyciel akademicki Uniwersytetu Śląskiego w Katowicach.

## Życiorys
W latach 1978–1983 studiował biologię na Wydziale Biologii i Ochrony Środowiska Uniwersytetu Śląskiego w Katowicach (WBiOŚ UŚ). Stopień doktora nauk przyrodniczych w zakresie biologii uzyskał 1 stycznia 1991 na WBiOŚ UŚ. Tematem jego rozprawy były Zgrupowania tasznikowatych (Heteroptera, Miridae) wybranych zbiorowisk roślinnych Wyżyny Częstochowskiej, a promotorem prof. dr hab. Sędzimir Maciej Klimaszewski. Stopień doktora habilitowanego nauk biologicznych w zakresie zoologii otrzymał 15 grudnia 2000 na WBiOŚ UŚ, na podstawie dysertacji A Systematic Study on Cylapinae with a Revision of the Afrotropical Region (Heteroptera, Miridae) (Systematyczne studia podrodziny Cylapinae wraz z rewizją Regionu Afrotropikalnego (Heteroptera, Miridae)). W 2009 otrzymał tytuł naukowy profesora nauk biologicznych.
Był promotorem 6 rozpraw doktorskich:
- Izabela Sadowska-Bartosz: Badania taksonomiczne rodzaju Fulvius Stal (Heteroptera: Miridae: Cylapinae), WBiOŚ UŚ, 2005,
- Dominik Chłond: Lądowe pluskwiaki różnoskrzydłe (Hemiptera, Heteroptera) ojcowskiego parku narodowego – geneza fauny, WBiOŚ UŚ, 2007,
- Sebastian Pilarczyk: Zgrupowania piewików (Hemiptera: Fulgoromorpha et Cicadomorpha) wybranych zbiorowisk roślinnych Babiogórskiego Parku Narodowego, WBiOŚ UŚ, 2007,
- Andrzej Wolski: Rewizja podrodziny Cylapinae obszaru Orientalnego (Heteroptera: Miridae), WBiOŚ UŚ, 2009,
- Łukasz Junkiert: Zgrupowania piewików (Cicadomorpha et Fulgoromorpha) wybranych zbiorowisk roślinnych Parku Krajobrazowego Cysterskie Kompozycje Krajobrazowe Rud Wielkich, WBiOŚ UŚ, 2016,
- Artur Taszakowski: Lądowe pluskwiaki różnoskrzydłe (Hemiptera: Heteroptera) Beskidu Wschodniego – geneza fauny, WBiOŚ UŚ, 2017.

W latach 1983–2019 pracował w Katedrze Zoologii Wydziału Biologii i Ochrony Środowiska Uniwersytetu Śląskiego w Katowicach, a od 2019 (po reorganizacji struktury uczelni) w Zespole Zoologii Instytutu Biologii, Biotechnologii i Ochrony Środowiska na Wydziale Nauk Przyrodniczych UŚ.
Był zoologiem i heteropterologiem, specjalizującym się w rodzinie tasznikowatych (Miridae), światowej klasy ekspertem podrodziny Cylapinae, dla której opracował katalog świata, dokonał rewizji rodzajów i plemion w jej obrębie, opisując ponad 130 nowych dla nauki gatunków, kilkanaście nowych rodzajów i 2 nowe plemiona. Prowadził szeroko zakrojone badania terenowe, opracowując m.in. heteropterofaunę Pustyni Błędowskiej, Bieszczadów, okolic Mielnika nad Bugiem i torfowisk wysokich południowej Polski.
Został pochowany 8 marca 2023 na Centralnym Cmentarzu Komunalnym w Katowicach, przy ul. Murckowskiej.

## Publikacje zwarte[8]

### Naukowe
- Jacek Gorczyca: A systematic study on Cylapinae with a revision of the Afrotropical Region (Heteroptera, Miridae), Katowice: Wydawnictwo Uniwersytetu Śląskiego, 2000, ISBN 83-226-0981-7 („Prace Naukowe Uniwersytetu Śląskiego w Katowicach”, nr 1863, ISSN 0208-6336).
- Jacek Gorczyca, Aleksander Herczek: Pluskwiaki różnoskrzydłe – Heteroptera, z. 6a: Tasznikowate – Miridae, podrodziny Isometopinae, Deraeocorinae, Toruń: Polskie Towarzystwo Entomologiczne, 2002, ISBN 83-88518-43-7 („Klucze do oznaczania owadów Polski”, cz. 18, z. 6ba / nr 163, ISSN 0075-6350).
- Jacek Gorczyca: Pluskwiaki różnoskrzydłe – Heteroptera, z. 6b: Tasznikowate – Miridae, podrodzina Phylinae, Toruń: Polskie Towarzystwo Entomologiczne, 2004, ISBN 83-89887-00-2 („Klucze do oznaczania owadów Polski”, cz. 18, z. 6b / nr 168, ISSN 0075-6350).
- Jacek Gorczyca: The catalogue of subfamily Cylapinae Kirkaldy, 1903 of the world (Hemiptera, Heteroptera, Miridae), Bytom: Upper Silesian Museum, 2006, ISBN 83-88880-31-4 („Monographs of the Upper Silesian Museum”, no. 5, ISSN 1508-9851).
- Jacek Gorczyca: Plant bugs (Heteroptera: Miridae) of Poland, Warszawa: Natura Optima Dux Foundation, Museum and Institute of Zoology, Polish Academy of Sciences, 2007, ISBN 978-83-918040-4-9 („Catalogus Faunae Poloniae”, New Series, vol. 2, ISSN 1895-5614).
- Jacek Gorczyca, Aleksander Herczek: Pluskwiaki różnoskrzydłe – Heteroptera, z. 6c: Tasznikowate – Miridae, podrodziny Bryocorinae, Orthotylinae, Toruń: Polskie Towarzystwo Entomologiczne, 2008, ISBN 978-83-61607-20-5 („Klucze do oznaczania owadów Polski”, cz. 18, z. 6c / nr 174, ISSN 0075-6350).
- Jacek Gorczyca, Andrzej Wolski: Plant bugs (Heteroptera: Miridae) of Poland, [Pt. 2], Warszawa: Natura Optima Dux Foundation, Museum and Institute of Zoology, Polish Academy of Sciences, 2011, ISBN 978-83-930773-3-5 („Catalogus Faunae Poloniae”, New Series, vol. 3, ISSN 1895-5614).
- Artur Taszakowski, Jacek Gorczyca: Lądowe pluskwiaki różnoskrzydłe (Hemiptera: Heteroptera) Beskidu Wschodniego. Geneza fauny. Monografia, Bytom: Upper Silesian Museum, 2018, ISBN 978-83-65786-10-4 („Monographs of the Upper Silesian Museum”, no. 8, ISSN 1508-9851).

### Popularnonaukowe
- Aleksander Herczek, Jacek Gorczyca, Adam Rostański: Ścieżka dydaktyczna w Dolinie Ślepiotki, Katowice: Fundacja Ekologiczna „Silesia”, 1993, (seria: Przyrodnicze Ścieżki Dydaktyczne Województwa Katowickiego, 1).
- Barbara Tokarska-Guzik, Adam Rostański, Aleksander Herczek, Jacek Gorczyca: Osobliwości przyrody miasta Jaworzna. Przewodnik przyrodniczy, Krzeszowice: Planta, 1994.
- Aleksander Herczek, Jacek Gorczyca, Adam Rostański: Ścieżka dydaktyczna w Goczałkowicach Zdroju, Katowice: Fundacja Ekologiczna „Silesia”, 1995, ISBN 83-902174-4-9 (seria: Przyrodnicze Ścieżki Dydaktyczne Województwa Katowickiego, 3).
- Aleksander Herczek, Jacek Gorczyca: Fauna Katowic, Katowice: Wydawnictwo „Kubajak”, 1997, ISBN 83-908181-2-4.
- Jacek Gorczyca: Ścieżka przyrodnicza w Dolinie Wisły – Czechowice-Dziedzice, Sosnowiec: Progres, Katowice: Wydział Ochrony Środowiska Urzędu Wojewódzkiego, [1998], ISBN 83-907008-6-7 (seria: Przyrodnicze Ścieżki Dydaktyczne Województwa Katowickiego, 7).
- Jacek Gorczyca, Adam Rostański: Ścieżka dydaktyczno-przyrodnicza po grobli Stawu Kopańskiego w Bieruniu, Bieruń: Urząd Miejski, 1999, ISBN 83-912160-0-4.
- Aleksander Herczek, Jacek Gorczyca: Płazy i gady Polski, Krzeszowice: Wydawnictwo „Kubajak”, 1999, ISBN 83-87971-11-1 (seria: Atlas i Klucz)
  - wyd. [2],  Krzeszowice: Wydawnictwo „Kubajak”, 2004, ISBN 83-87971-11-1 (seria: Atlas i Klucz).
- Aleksander Herczek, Jacek Gorczyca: Lądowe ślimaki Polski przegląd wybranych gatunków. Atlas i klucz, Krzeszowice: Wydawnictwo „Kubajak”, 2000, ISBN 83-87971-30-8 (seria: Atlas i Klucz).